# Narangodes nigridiscata
Narangodes nigridiscata är en fjärilsart som beskrevs av Swinhoe 1901. Narangodes nigridiscata ingår i släktet Narangodes och familjen nattflyn. Inga underarter finns listade i Catalogue of Life.